# Zerofobia Live
Zerofobia Live è una VHS pubblicata da Renato Zero nel 1993 e contenente la registrazione di una data dello "Zerofobia Tour" tenutasi a Roma nel 1977.

## Scaletta
1. Vivo
2. La favola mia
3. L'ambulanza
4. Tragico samba
5. La trappola
6. Psicomania
7. Sgualdrina
8. Regina
9. Manichini
10. Morire qui
11. Mi vendo
12. Il cielo